# Julia Kykkänen
Julia Kykkänen (Lahti, 17 aprile 1994) è una saltatrice con gli sci finlandese.

## Biografia

### Stagioni 2008-2013
In Coppa Continentale, la massima competizione femminile di salto prima dell'istituzione della Coppa del Mondo nella stagione 2012, ha esordito il 12 luglio 2007 a Bischofsgrün (46ª). Ha in seguito preso parte ai Campionati mondiali di Liberec 2009 (26ª nel trampolino normale) e di Oslo 2011 (17ª nel trampolino normale).
In Coppa del Mondo ha esordito nella gara inaugurale del 3 dicembre 2011 sul trampolino Lysgårdsbakken di Lillehammer (14ª). L'8 settembre 2012 ha ottenuto il primo podio in Coppa Continentale, a Lillehammer (3ª), e il 9 marzo 2013 la prima vittoria, a Örnsköldsvik; ai Mondiali di Val di Fiemme 2013 è stata 10ª nel trampolino normale.

### Stagioni 2014-2025
Nella stagione 2014 ha ottenuto il primo podio in Coppa del Mondo, il 2 febbraio 2014 a Hinzenbach (3ª), e ha preso parte ai XXII Giochi olimpici invernali di Soči 2014 (17ª nel trampolino normale). L'anno dopo ai Mondiali di Falun 2015 si è classificata 23ª nel trampolino normale e 10ª nella gara a squadre mista dal trampolino normale, mentre nella rassegna iridata di Lahti 2017 è stata 19ª nel trampolino normale e 11ª nella gara a squadre mista dal trampolino normale.
Ai XXIII Giochi olimpici invernali di Pyeongchang 2018 si è classificata 23ª nel trampolino normale; l'anno dopo ai Mondiali di Seefeld in Tirol 2019 è stata 11ª nella gara a squadre mista, mentre a quelli di Oberstdorf 2021 si è classificata 29ª nel trampolino normale, 21ª nel trampolino lungo, 9ª nella gara a squadre e 9ª nella gara a squadre mista. Ai XXIV Giochi olimpici invernali di Pechino 2022 si è classificata 27ª nel trampolino normale, ai Mondiali di Planica 2023 è stata 28ª nel trampolino lungo e 6ª nella gara a squadre mista e a quelli di Trondheim 2025 si è classificata 33ª nel trampolino normale, 24º nel trampolino lungo, 9ª nella gara a squadre e 7ª nella gara a squadre mista.

## Palmarès

### Universiadi
- 1 medaglia:
  - 1 argento (gara a squadre mista a Trentino 2013)

### Coppa del Mondo
- Miglior piazzamento in classifica generale: 9ª nel 2014
- 2 podi (entrambi individuali):
  - 2 terzi posti

### Coppa Continentale
- Miglior piazzamento in classifica generale: 2ª nel 2013
- 4 podi (tutti individuali):
  - 1 vittoria
  - 1 secondo posto
  - 2 terzi posti